# Ronde van Friuli 2011
De Ronde van Friuli 2011 werd gereden op 3 maart en maakte deel uit van de UCI Europe Tour 2011. De wedstrijd ging over 187 kilometer en werd gewonnen door José Serpa.

## Uitslag
| Plaats  | Naam            | Ploeg                     | tijd     |
| ------- | --------------- | ------------------------- | -------- |
| Winnaar | José Serpa      | Androni Giocattoli        | 4u47'20" |
| 2       | Pavel Broett    | Team Katjoesja            | z.t.     |
| 3       | Nicki Sørensen  | Saxo Bank-Sungard         | + 5"     |
| 4       | Maciej Paterski | Liquigas-Cannondale       | + 8"     |
| 5       | Simon Špilak    | Lampre-ISD                | z.t      |
| 6       | Grega Bole      | Lampre-ISD                | + 25"    |
| 7       | Simon Clarke    | Pro Team Astana           | z.t.     |
| 8       | Matteo Tosatto  | Saxo Bank-Sungard         | z.t.     |
| 9       | Francisco Vila  | De Rosa-Ceramica Flaminia | + 27"    |
| 10      | Gorazd Štangelj | Pro Team Astana           | + 31"    |